# 青森市立高田小学校
青森市立高田小学校（あおもりしりつ たかだしょうがっこう）は、青森県青森市高田にある公立小学校。

## 概要
青森市の中心部からは少し南に行った高田地区にある小学校。ほとんどの児童が学区内の青森市立荒川中学校に進学する。全校児童は33名で、中学年・高学年の複式学級となっている（2022年現在）。

## 沿革

### 本校
- 1876年（明治9年）1月27日 - 陸奥国高田村に高田小学として発足[1]。大柳八左衛門所有の建物を改築し、校舎に充てる。
- 1882年（明治15年） - 大柳彦右衛門の宅地に校舎新築移転。
- 1886年（明治19年）7月 - 高田簡易小学校と改称する。
- 1887年（明治20年） - 奥崎左五兵衛宅下の土地に校舎移転。
- 1889年（明治22年） - 高田尋常小学校に改称する。
- 1901年（明治34年）11月23日 - 高田字日野242番地に校舎新築。
- 1906年（明治37年）4月 - 農業補習学校併置。
- 1928年（昭和3年）8月 - 校舎新築。
- 1930年（昭和5年）12月14日 - 校舎焼失。
- 1931年（昭和6年）8月 - 校舎新築竣工。
- 1933年（昭和8年）4月1日 - 高等科を併置し、高田尋常高等小学校と改称。
- 1938年（昭和13年）11月3日 - 校旗樹立。
- 1941年（昭和16年）4月1日 - 国民学校令により、高田国民学校となる。
- 1947年（昭和22年）4月1日 - 学校教育法により、高田村立高田小学校と改称。同日、高田中学校を併置し、高等科生を中学校に移籍。
- 1948年（昭和23年）11月2日 - 高田中学校校舎新築竣工。5日、中野坂中学校を併合し、移転。
- 1954年（昭和29年）11月17日 - 校舎増築（2教室）、体育館拡張落成式挙行。
- 1955年（昭和30年）1月1日 - 町村合併により、青森市立高田小学校と改称。
- 1961年（昭和36年）3月10日 - 校章・校歌制定。
- 1971年（昭和46年）4月12日（第1学期） - 完全学校給食実施（西部学校給食センターから）。
- 1974年（昭和49年）
  - 2月8日 - 校舎焼失。
  - 2月9日 - 北斗高校高田分校舎を仮校舎に充てる。
  - 4月2日 - プレハブ校舎に移転。
- 1975年（昭和50年）12月20日 - 高田字川瀬200番5号（現在地）に、新校舎竣工。
- 1976年（昭和51年）
  - 12月18日 - 屋内体育館竣工。
  - 12月19日 - 創立100周年記念と校舎落成記念の両式典挙行。
- 1982年（昭和57年）7月19日 - 学校プール竣工。
- 1997年（平成9年）9月20日 - 創立120年周年記念式典挙行。

### 大谷分校
- 1947年（昭和22年）9月8日 - 高田村立高田小学校大谷分校創立。
- 1952年（昭和27年）7月15日 - 大谷分校校舎増築。
- 1955年（昭和30年）1月1日 - 町村合併により、青森市立高田小学校大谷分校と改称。
- 1958年（昭和33年）11月16日 - 高田中学校季節分校併設。
- 1961年（昭和36年）8月18日 - 校舎新築落成記念式挙行。
- 1968年（昭和43年）
  - 10月1日 - 大谷字小谷55番地の新校舎に移転。これは、青森空港滑走路延長の為。
  - 11月23日 - 大谷分校創立20周年記念と新校舎落成記念の両式典挙行。
- 1974年（昭和49年）3月31日 - 大谷分校閉鎖。

## 部活動

### 運動部
- バレーボール部[1]

## 学区
高田、大谷。

## アクセス
- 青森市市バスで、「高田小学校前」停留所下車。

## 周辺
- 青森県道44号青森環状野内線[2]
- 東北新幹線[2]

## 参考資料
- 『新青森市史 別編教育（別巻） 年表・学校沿革』（青森市・2000年3月発行）「学校沿革 （一）小学校」175頁～176頁「高田小学校」（大谷分校の出典も同じ）